# 京极夏彦
京极夏彦（日语：／ Kyōgoku Natsuhiko，1963年3月26日—），本名大江勝彦，生於北海道小樽市，是日本獨具特色的“妖怪型”推理作家，也是新本格派先锋人物，思维极其大胆灵活，作品的走向多变宽广，读者年龄层极广。
目前他在日本推理小说界受到的瞩目，很類似80到90年代初日本文壇對绫辻行人的注目，巧合的是，他也曾经擔任過绫辻行人的书籍裝幀設計。由於京極夏彥原先是印刷品美术設計家出身，因此他獨特的审美观念，多少也反映在他的小说中。
京極夏彥的兴趣和爱好非常广泛，其中最有名的是他的藏书，藏书量已经超过三万册，相当惊人。而广泛地涉猎各種知識，也是京极作品之所以包羅萬象的原因之一。另外，京極也非常热爱收藏漫画。

## 作品風格
京極夏彥是日本新本格派的代表人物之一，他的创作风格也非常多变，不過在日本主要是归类为妖怪推理的作家，並有「一人一類別」之美譽。他經常由日本神鬼妖怪和古代传说中取材，並進一步吸收成為寫作的素材，再以獨特的個人风格寫作，同時也能夠為舊有的情節或謎題，賦予新鮮的面貌，让人完全不觉得重复或有看到相似伎俩的不悦。雖然有人認為他的作品应该归为神鬼妖怪类，但一般仍公认他為新本格派的先锋人物。京極夏彥擁有驚人的渊博學識，同時也對怪力乱神方面有著特别的兴趣，但是他的小说不管是情節還是謎題，最終都會有「合理」的解释，這也是他和小泉八云等純粹神怪小说派別最大的不同。

## 在動漫、電影中的演出
京極夏彥熱愛妖怪文化，同時也是漫畫「鬼太郎」作者水木茂的漫迷。而鬼太郎第四作動畫第101集「言霊使いの罠!」正是出自於京極夏彥親自撰寫的劇本，他同時為該集故事中登場的言靈師「一刻堂」(一個外貌行事風格相似京極堂的角色) 配音。另外在該集的預告中；原先鬼太郎第四作動畫在結束前的下集預告會出現的固定台詞「注意你背後的黑影子」(君のうしろに黒い影)，特別更改為京極堂的名言「這世上沒有什麼不可思議之事」(世の中に不思議なことは何もないのだよ)。
除此之外，京極夏彥也多次在自己作品改編的動畫、電影或其它的妖怪電影中串場演出。在《姑獲鳥之夏》的電影裡，他飾演一名二次大戰後歸國的軍人，有趣的是他在劇裡的名字就叫「水木茂」；另外在《魍魎之匣》的動畫中他為「黑衣男子」一角配音。另外他也曾為同一旗下團體「大極宮」裡作家宮部美幸改編的動畫《勇者物語》中登場的虎面人戰士托隆配音。

## 獲得獎項
- 1995年『鐵鼠之檻』第9回山本周五郎賞候補
- 1996年
  - 『魍魎之匣』第49回日本推理作家協会賞受賞
  - 『絡新婦之理』第18回吉川英治文学新人賞候補
- 1997年『嗤笑伊右衛門』第25回泉鏡花文学賞受賞、第118回直木賞候補
- 1999年『百鬼夜行―陰』第21回吉川英治文学新人賞候補
- 2002年『偷窺狂小平次』第16回山本周五郎賞受賞、第128回直木候補
- 2003年『後巷説百物語』第130回直木賞受賞
- 2007年『邪魅之雫』第7回本格推理大賞候補
- 2011年『西巷説百物語』第24回柴田錬三郎賞受賞

## 作品一覽

### 百鬼夜行（京極堂）系列
- 長篇小說
  - 姑獲鳥之夏（姑獲鳥の夏）：1994年8月31日发售
  - 魍魎之匣（魍魎の匣）：1995年1月5日发售
  - 狂骨之夢（狂骨の夢）：1995年5月9日发售
  - 鐵鼠之檻（鉄鼠の檻）：1996年1月5日发售
  - 絡新婦之理（絡新婦の理）：1996年11月5日发售
  - 塗佛之宴 備宴（塗仏の宴 宴の支度）：1998年3月27日发售
  - 塗佛之宴 撤宴（塗仏の宴 宴の始末）：1998年9月17日发售
  - 陰摩羅鬼之瑕（陰摩羅鬼の瑕）：2003年8月9日发售
  - 邪魅之雫（邪魅の雫）：2006年9月27日发售
  - 鵼之碑（鵼の碑）：2023年9月14日发售
  - 幽谷响之家（幽谷響の家）：次作预定
- 延伸小說集
  - 百鬼夜行―陰（百鬼夜行――陰）：1999年7月：描寫其他配角的短篇集
  - 百器徒然袋―雨（百器徒然袋――雨）：1999年11月：以榎木津為主角的中篇集
  - 今昔續百鬼―雲（今昔続百鬼――雲）：2001年11月：以多多良為主角的中篇集
  - 百器徒然袋―風（百器徒然袋――風）：2004年7月：以榎木津為主角的中篇集
  - 百鬼夜行―陽（百鬼夜行――陽）：2012年3月：描寫其他配角的短篇集
  - 今昔百鬼拾遺 鬼：2019年4月（講談社タイガ）：以中禪寺敦子為主角的長篇
  - 今昔百鬼拾遺 河童：2019年5月（角川文庫）：以中禪寺敦子為主角的長篇
  - 今昔百鬼拾遺 天狗：2019年6月（新潮文庫）：以中禪寺敦子為主角的長篇
  - 今昔百鬼拾遺 月：2020年8月7日（讲谈社Novels）\ 2020年9月15日（讲谈社文库）：《今昔百鬼拾遗 鬼》《今昔百鬼拾遗 河童》《今昔百鬼拾遗 天狗》合集
  - 今昔百鬼拾遺 雪：次作预定

### 巷説百物語系列
- 巷說百物語
- 續巷說百物語（続巷説百物語）
- 後巷説百物語
- 前巷説百物語
- 西巷説百物語
- 遠巷説百物語
- 了巷説百物語

### 江戶怪談系列
- 嗤笑伊右衛門（嗤う伊右衛門）
- 偷窺狂小平次（覘き小平次）
- 數不盡的井（数えずの井戸）

### Loups=Garous系列
- Loups=Garous 應避開的狼/应避忌之狼（ルー=ガルー 忌避すべき狼）
- Loups=Garous 2 Incubus×Succubus 勢不兩立的夢魔/不相容的梦魇（ルー＝ガルー2 インクブス×スクブス 相容れぬ夢魔）

### 厭系列
- 討厭的小說
  - 討厭的孩子
  - 討厭的老人
  - 討厭的門
  - 討厭的祖先
  - 討厭的她
  - 討厭的家
  - 討厭的小說

### 現代怪談系列
- 舊怪談
- 幽談
  - 撿手（手首を拾う）
  - 朋友（ともだち）
  - 底下的人（下の人）
  - 成人（成人）
  - 快逃吧（逃げよう）
  - 十萬年（十万年）
  - 不知道的事（知らないこと）
  - 恐怖的東西（こわいもの）
- 冥談
  - 有庭院的家（庭のある家）
  - 冬天（冬）
  - 風之橋（風の橋）
  - 來自遠野物語（遠野物語より）
  - 柿子（柿）
  - 空地的女人（空き地のおんな）
  - 預感（予感）
  - 前輩的故事（先輩の話）
- 眩談
  - 廁所之神（便所の神様）
  - 失真的觀音（歪み観音）
  - 見世物姥（見世物姥）
  - （もくちゃん）
  - （シリミズさん）
  - 杜鵑乃湯（杜鵑乃湯）
  - 罌粟山（けしに坂）
  - 昔日丘（むかし塚）
- 鬼談（連載中）

### 书楼弔堂系列
- 破晓：2013年
- 炎昼：2016年11月
- 待宵：2023年1月
- 霜夜：连载中

### 其他小說
- 怎麼不去死（死ねばいいのに）
- 爷爷（オジいサン）
- 虚言少年（虚言少年）
- いるの　いないの
- どすこい（仮）
- どすこい（安）（どすこい（仮）の新書版）
- どすこい。（どすこい（仮）/どすこい（安）の文庫版）
- 豆腐小僧双六道中ふりだし
- 病葉草紙
- 狐花 葉不見冥府路行

## 外部連結
- 大極宮（たいきょくぐう）（页面存档备份，存于）
- 京極夏彦はいつ眠るのか。-ほぼ日刊イトイ新聞 （页面存档备份，存于）